# Iustin Pop (delegat)
Iustin Pop (n. – d. 1936, Gherța Mare) a fost un preot român care a avut calitatea delegat al cercului electoral Halmeu, la Marea Adunare Națională de la Alba Iulia din 1 decembrie 1918.